# Liste der Kulturdenkmale in Gohlis-Süd
Die Liste der Kulturdenkmale in Gohlis-Süd ist wegen ihrer Länge in folgende Listen aufgeteilt: 
- Liste der Kulturdenkmale in Gohlis-Süd (A–F)
- Liste der Kulturdenkmale in Gohlis-Süd (G–M)
- Liste der Kulturdenkmale in Gohlis-Süd (N–Z)